# Amphipyra lutescens
Amphipyra lutescens är en fjärilsart som beskrevs av Edward Alfred Cockayne 1946. Amphipyra lutescens ingår i släktet Amphipyra och familjen nattflyn. Inga underarter finns listade i Catalogue of Life.